# Château de Lorca
Le château de Lorca (en espagnol Castillo de Lorca) est une forteresse médiévale qui domine la ville de Lorca en Espagne. Il comprend une série de structures défensives qui a transformé la ville en forteresse imprenable au sud-est pendant le Moyen Âge. Le château de Lorca était un bastion clé dans la lutte entre chrétiens et musulmans au cours de la Reconquista. Il est classé Bien de Interés Cultural depuis 1931.
Par sa taille, 640 mètres de long et 120 mètres à son point le plus large, il est l'un des plus grands châteaux d'Espagne.

## Les premières époques du château
Les travaux archéologiques montrent le peuplement continu de la colline sur laquelle il se trouve depuis le néolithique. Des fouilles archéologiques s'y sont déroulées entre 1999 et 2001, ainsi que d'autres réalisées dans différents sites de la ville. Elles ont révélé l'existence d'une importante colonie agraire (âge du bronze) qui s'étendait en dessous du château et de la ville moderne de Lorca.
Les premiers documents écrits concernant un château sur la colline de Lorca viennent de sources musulmanes du IXe siècle.

## Le château maure
Sous la domination islamique, le château de Lorca est devenu une forteresse imprenable sur les pentes de la colline sur laquelle il se trouve. L'intérieur est divisé en deux moitiés par le muro del Espaldón. Dans la partie occidentale se trouve un grand grenier pour protéger les aliments et le bétail en cas de danger. Dans le secteur Est, on trouve le quartier de la médina musulmane, l'Alcalá. Ses murs épousent les autres quartiers et les marchés situés dans la partie inférieure de la ville.

## La forteresse chrétienne
Avec la conquête de Lorca par l'Infant Don Alfonso (futur Alphonse X de Castille) en 1244 pour la couronne de Castille, il  devient un emplacement stratégique à l'avant-poste de la Couronne de Castille contre Grenade. Pendant plus de 250 ans, le château de Lorca surveille la frontière entre le royaume chrétien de Murcie et le royaume musulman de Grenade.
Pour cette raison, les rois de Castille tentent de repeupler la région et renforcent et maintiennent des défenses adéquates pour le château.
Alphonse X ordonne la construction des tours Alphonsine et l'éperon, le renforcement des murs du château et la reconstruction du endommagements. La reconstruction chrétienne garde comme seuls vestiges du château des Maures le mur du tenon et les fondations des murs existants.
Avec la reconquête chrétienne, le quartier d'Alcalá reçoit de nouveaux colons. Les travaux de l'office national du tourisme ont découvert des vestiges du quartier juif de Lorca, dont les origines remontent au XIVe siècle.

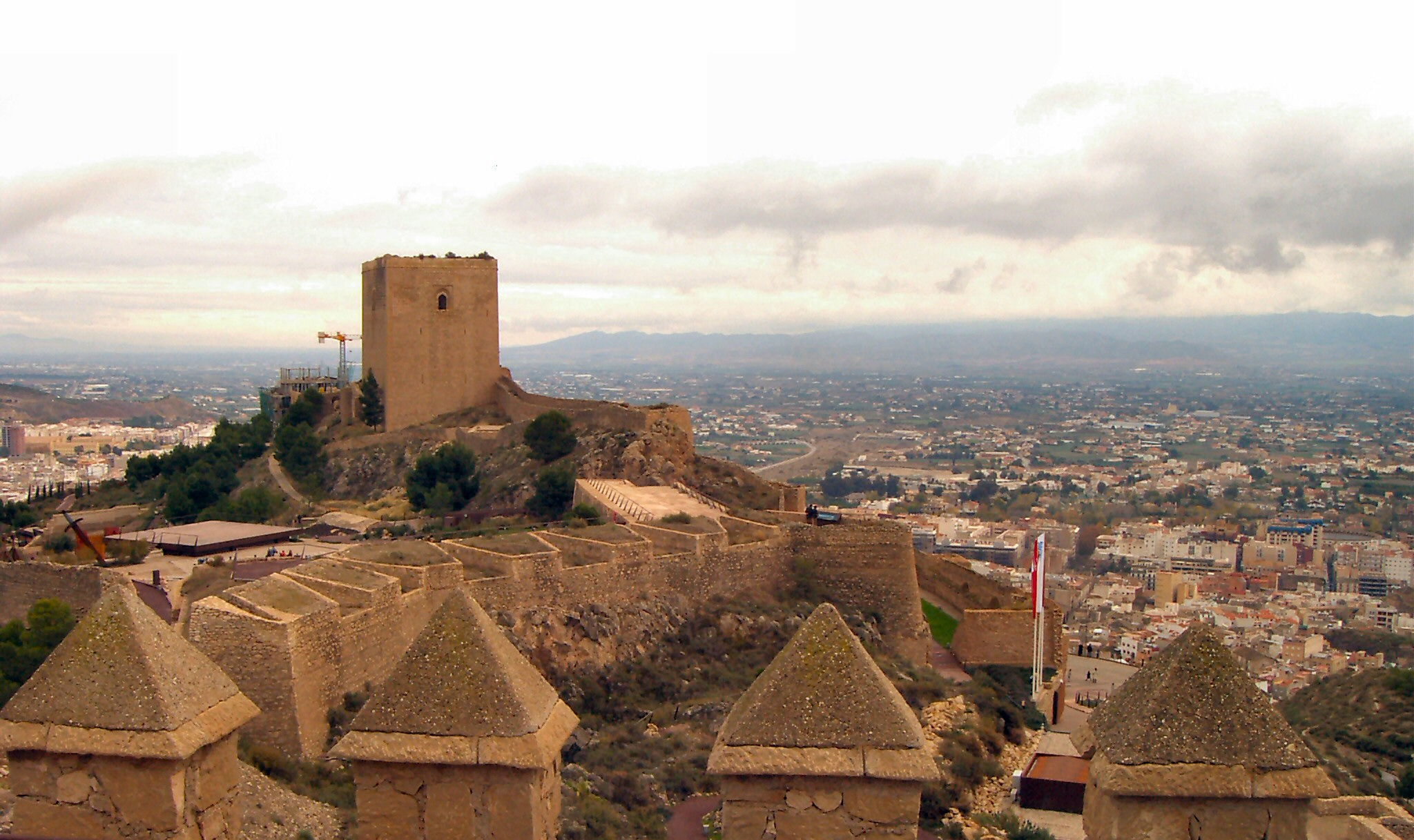
Tour Alfonsina (2006)

## Le quartier juif
Le quartier juif de la cité médiévale Lorca était à l'intérieur de la citadelle, séparé du reste de la ville intra-muros. La séparation physique des quartiers était destinée à protéger les juifs, mais indique aussi une claire répartition ethnique de la communauté de Lorca, laissant les chrétiens dans la partie inférieure de la ville et les Juifs dans la plus dangereuse.
Le reste du quartier juif de Lorca est étalé sur une superficie d'environ 5 700 m2. Les vestiges archéologiques peuvent être visités dans le sous-sol du l'office de tourisme.
La pierre angulaire du site archéologique est la synagogue. Elle est semi-excavée dans le sol pour prendre de la hauteur à l'intérieur tandis que l'extérieur ne se distingue pas sur d'autres bâtiments. L'entrée du bâtiment se fait par une cour dans laquelle deux fenêtres donnent un accès au côté ouvert, tandis que la galerie des femmes est atteint par un compartiment séparé externe. L'intérieur de la salle de prière conserve l'endroit où étaient conservés les rouleaux de la Torah, ainsi qu'une niche (hejal) qui a été décorée de plâtres gothiques. Comme dans d'autres synagogues, les femmes ont un espace réservé, connu sous le nom matroneum.

## XVIe–XVIIIesiècle
La disparition de la frontière après la conquête de Grenade en 1492 a considérablement diminué l'importance de Château de Lorca, très surdimensionné pour la garnison de la garde. En outre, avec l'expulsion des Juifs décrété par les Rois Catholiques, sa dernière colonie civile disparait.
Le résultat final est l'abandon complet du château, qui menace de tomber en ruines au XVIIIe siècle.

## XIXesiècle
{{Le début du XIXe siècle voit une renaissance du château à l'occasion de la guerre d'Indépendance. Nombre de ses murs sont réparés, dans d'autres cas, des modifications sont faites pour changer complètement sa structure médiévale et s'adapter aux exigences de l'artillerie moderne.}}

## XXesiècle
Le 4 juin 1931, le château de Lorca est déclaré monument national et, en particulier, sa tour Alphonsine.[réf. nécessaire]

## XXIesiècle
En 2011, un violent séisme endommage sa tour.